# Glypta ottawaensis
Glypta ottawaensis är en stekelart som beskrevs av Dasch 1988. Glypta ottawaensis ingår i släktet Glypta och familjen brokparasitsteklar. Inga underarter finns listade i Catalogue of Life.